# Resana
Resana (Rexana in veneto) è un comune italiano di 9 422 abitanti della provincia di Treviso in Veneto.

## Origini del nome
Il toponimo è un tipico prediale riferito a un Rhaesius o a un Resius.

## Storia
Gli insediamenti umani più antichi del territorio di Resana si collocano in epoca preromana. I primi abitatori furono attratti dall'abbondanza di risorse naturali, come il passaggio del vecchio corso del fiume Muson e la presenza di boschi. I reperti archeologici del periodo (principalmente resti di vasellame) si concentrano a Castelminio attorno alle Motte, dei modesti terrapieni in parte ancora esistenti.
Sempre da Castelminio provengono i ritrovamenti riferibili ai Romani (idrie e anfore). Agli stessi si deve la definizione di una centuriazione di cui resta ancora traccia. Nel 75 a.C. fu inoltre tracciata la via Aurelia per collegare Padova ad Asolo: ne è un resto l'attuale via Antica Loreggia, dove è stato individuato parte del sedime originale.
L'intervento dei Romani incentivò il popolamento della zona, con la formazione del primo nucleo del paese in località Gallo, a nord dell'attuale centro.
Notizie più precise sul conto di Resana e delle sue frazioni si hanno a partire dal basso medioevo, quando cominciano a comparire nei documenti vescovili. Di particolare interesse la bolla Justis fratrum del 1152, in cui tra i beni del vescovo di Treviso si annoverano anche il castrum de Resana, cum villa et foresto, et omnibus pertinentiis suis; nel paese esisteva dunque un castello di proprietà del prelato, forse localizzato lungo l'attuale via Castellari. Anche il castello di Brusaporco (come era allora nota Castelminio) era di pertinenza vescovile ed era governato da un "avogaro" scelto nella famiglia dei Tempesta.
Resana seguì le sorti di Treviso e passò alla Serenissima nel corso del XIV secolo. A partire dal XVI secolo compaiono negli estimi i primi possidenti veneziani cui si deve la costruzione di alcune ville.
In epoca napoleonica Resana divenne comune (1807), ma l'attuale assetto territoriale, comprendente le due frazioni, fu raggiunto solo dopo l'annessione del Veneto al Regno d'Italia (1866).
All'inizio del XX secolo il paese fu segnato da un'importante emigrazione, diretta verso Argentina, Brasile e Australia. Negli stessi anni si assisté alla nascita delle prime associazioni locali: la Società di Mutuo Soccorso (1904) e l'Unione professionale resanese del Sindacato Veneto Lavoratori della Terra (1912). Questi fenomeni riflettono le difficoltà in cui versava la popolazione dell'epoca, ancora in massima parte contadina.
Nel 1908, completata la ferrovia Venezia-Bassano, fu aperta la stazione di Resana grazie all'interessamento del ministro Ernesto Di Broglio e a Leone Wollemborg, uomini politici con possedimenti a Resana.
Dopo la Grande Guerra l'economia del paese risultò ancora più indebolita e riprese l'emigrazione, ora diretta non solo verso l'America Latina, ma anche in Francia, Belgio e nelle più vicine Lombardia e Piemonte. D'altro canto, fu favorevole la vicinanza a Castelfranco, dove cominciarono a fiorire le industrie manifatturiere.
Un nuovo esodo si verificò nel secondo dopoguerra, diretto specialmente verso Australia, Canada, Argentina, Francia, Svizzera e Belgio. Solo dopo il 1960, in seguito alla crisi che aveva colpito alcune industrie a Castelfranco, Resana ebbe nuove possibilità di sviluppo artigianale e industriale.

### Simboli
Lo stemma e il gonfalone sono stati concessi con decreto del presidente della Repubblica del 4 novembre 1960.
Lo stemma si può blasonare:
Il gonfalone è un drappo partito di rosso e di bianco.

## Società

### Evoluzione demografica
Abitanti censiti

### Etnie e minoranze straniere
Al 31 dicembre 2017 gli stranieri residenti nel comune erano 1 006, ovvero il 10,6% della popolazione. Di seguito sono riportati i gruppi più consistenti:
1. Romania 433
2. Marocco 97
3. Albania 83
4. Cina 81
5. Ghana 53
6. Kosovo 35
7. Ucraina 29
8. Moldavia 28
9. Burkina Faso 25

## Monumenti e luoghi di interesse

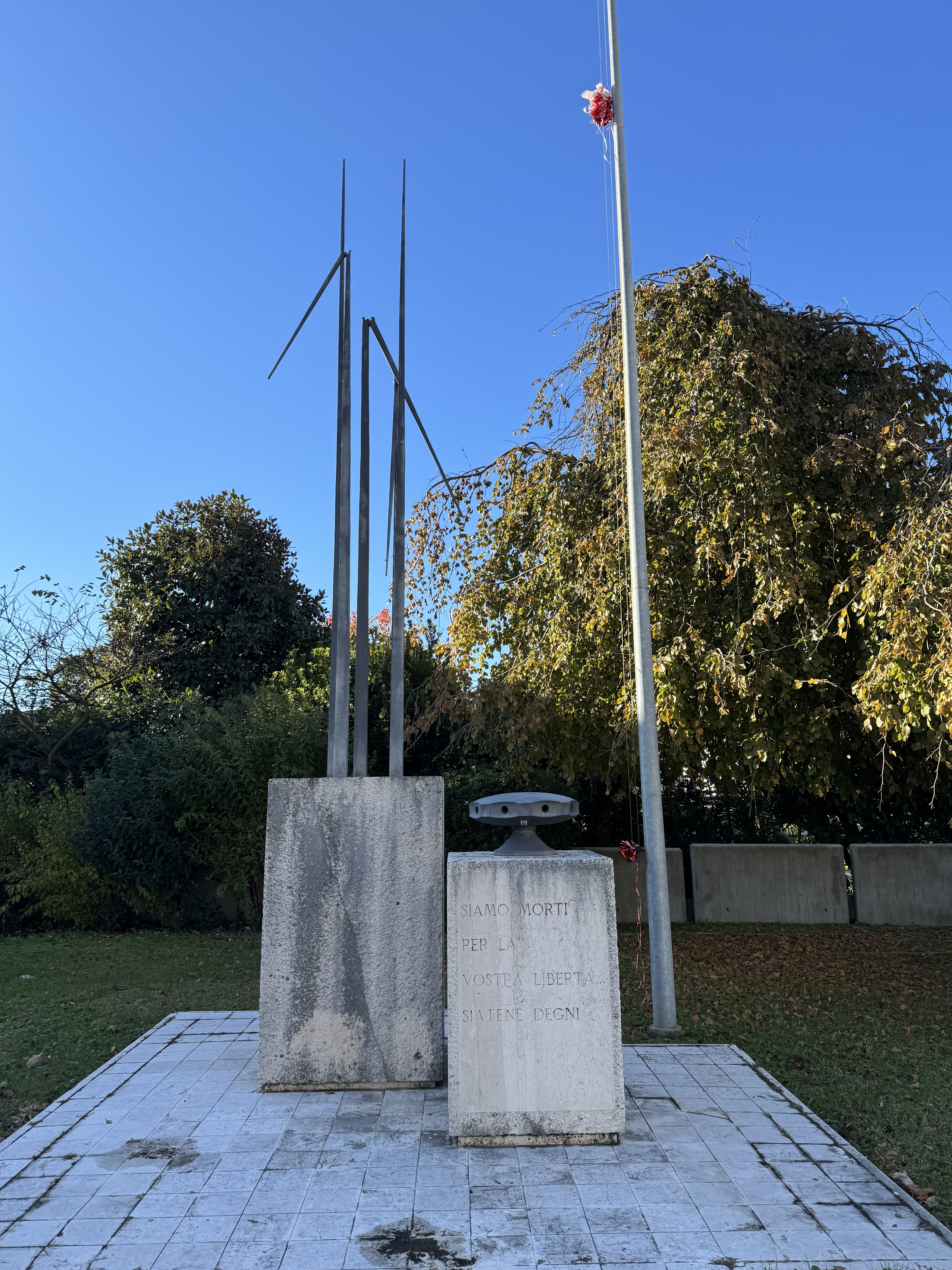
Monumento ai caduti di Castelminio di Resana

### Architetture religiose
- Chiesa di San Bartolomeo Apostolo (Resana)
- Chiesa dei Santi Vittore e Corona Martiri

### Architetture civili
- Situato davanti alla biblioteca, il Monumento ai caduti di Resana, realizzato da Egisto Caldana nel 1923-1924, commemora i soldati delle guerre mondiali e i dispersi.[9]
- Monumento ai caduti di Castelminio di Resana, situato di fronte alla chiesa del pese.

#### Ville Venete
- Villa Barea Toscan, Dolcetta, detta "La Cuba" (XVIII d.C)[10]
- Villa Nosadini, Di Broglio (XVI d.C.)[11]

## Cultura

### Eventi
- Il 24 agosto viene festeggiato il patrono di Resana, san Bartolomeo anche detto san Bortolo. In questa occasione si organizza una grande sagra paesana, con pesca di beneficenza, stand gastronomici, musica e balli.
- In occasione della sagra paesana, viene organizzata dal gruppo Animare Resana la Tradizionale Fiera de San Bortoeo "Mostra Mercato" dedicata all'agricoltura, all'artigianato, al commercio, agli antichi mestieri. Si inizia il sabato sera con l'esposizione delle attrezzature agricole di nuova generazione e l'Expo edilizia, nel campo fiera si svolge l'aratura notturna e la trebbiatura. La domenica si svolge il raduno dei trattori d'epoca e di nuova generazione, delle Vespe, delle auto d'epoca con il "Giro della Castellana" e la tradizionale in mostra mercato del bestiame e la rievocazione dei giochi di una volta.
- Il 18 settembre si festeggiano i patroni di Castelminio, i santi Vittore e Corona. Nell'occasione si organizza una sagra paesana, con stand gastronomico e musica, inoltre la domenica si tiene il "Palio dea Poenta"
- Con cadenza biennale vengono organizzati un concorso nazionale di poesia (Premio “Lectura-Città di Resana”) e di fotografia.
- Presso la frazione di San Marco nei mesi di dicembre e gennaio viene realizzata la mostra internazionale di presepi.
- Fino al 2010, nel mese di aprile Resana era attraversata dalla maratona di Sant'Antonio, che partiva da Vedelago (TV), e arrivava a Padova (PD), attraversando i comuni di Castelfranco Veneto, Resana, Loreggia, Camposampiero, San Giorgio delle Pertiche, Campodarsego, Cadoneghe. Ora la partenza è situata nel comune di Campodarsego[12].

## Geografia antropica

### Frazioni
- Castelminio (già Brusaporco)
- San Marco

## Infrastrutture e trasporti
È dotata dell'omonima stazione ferroviaria.

## Amministrazione
| Periodo | Periodo   | Primo cittadino    | Partito                                                        | Carica                  | Note |
| ------- | --------- | ------------------ | -------------------------------------------------------------- | ----------------------- | ---- |
| 1946    | 1949      | ...                | ...                                                            | Sindaco                 |      |
| 1949    | 1951      | Giacomo Brunello   | Democrazia Cristiana                                           | Sindaco                 |      |
| 1951    | 1974      | ...                | ...                                                            | Sindaco                 |      |
| 1974    | 1993      | Mario Frasson      | Democrazia Cristiana                                           | Sindaco                 |      |
| 1993    | 2004      | Franco Conte       | Democrazia Cristiana (1993-1995) centro-destra (1995-2004)     | Sindaco                 |      |
| 2004    | 2009      | Mario Frasson      | centro-destra                                                  | Sindaco                 |      |
| 2009    | 2013      | Loris Mazzorato    | Civica trasversale Cittadini per Resana (LN - centro-sinistra) | Sindaco                 |      |
| 2013    | 2014      | Marzia Baso        | -                                                              | Commissario prefettizio |      |
| 2014    | 2016      | Loris Mazzorato    | Lista civica Un Sindaco del Popolo Veneto                      | Sindaco                 |      |
| 2016    | 2017      | Gaetano Tufariello |                                                                | commissario prefettizio |      |
| 2017    | in carica | Stefano Bosa       | Lista civica Impegno per Resana                                | Sindaco                 |      |

### Gemellaggi
- Montville, dal 2008

## Sport

### Calcio
La prima società di calcio a Resana è stata fondata nel 1972 da un gruppo di appassionati e la società ha iniziato a muovere i primi passi come polisportiva, con l’intento di offrire ai giovani varie occasioni di svago Il calcio prese il sopravvento in paese e da polisportiva divenne Associazione calcio e con la realizzazione del nuovo campo sportivo comunale nel 1978, intitolato al primo presidente (stadio comunale Cirillo Ferraro), ci sono stati alcuni anni ricchi di soddisfazioni e risultati importanti. Ricordiamo il campionato di calcio anno 1978/1979 che si concluse con la conquista del titolo provinciale di terza categoria e il passaggio in seconda categoria. Dopo svariati campionati in seconda, si sono avvenuti una ristrutturazione della società e il potenziamento del settore giovanile, che gettarono le basi per esaltanti campionati. Nel campionato 1986/1987 primo posto e promozione in prima categoria; mentre nel campionato 1987/1988 primo posto e promozione nella categoria successiva (Promozione). Nel campionato 1990/1991 classificate quinta. Con la ristrutturazione dei campionati venne promossa in Eccellenza, con tre promozioni e una coppa regionale vinta in cinque anni divenne un esempio di gestione del calcio dilettantistico. Con un settore giovanile fiorente operando nella formazione si ottennero eccellenti risultati, vincendo il campionato under 18 e un campionato provinciale di categoria. Nel 1993 la società si sciolse l’anno successivo il settore giovanile continuò ad operare presso la società del comune di Resana (Gruppo Sportivo San Marco). Nel 1995 fu fondata una nuova società (calcio Resana95) iscritta regolarmente al campionato di terza categoria, in otto anni riuscì a vincere un campionato e essere promossa in seconda e vincere una coppa provinciale poi si sciolse. Nel 2004 viene fondata una nuova società (Unione Sportiva Resana) iscritta regolarmente al campionato di terza categoria con la rispettive squadre del settore giovanile, la società si sciolse nel 2007. Nel 2007 un folto gruppo di persone fondarono la società Associazione Dilettantistica Castelminio San Marco Resana, coinvolgendo tutti i giovani del comune di Resana. Nel 2010 la società cambiò nome nell'attuale denominazione RESANA CSM 2010, dove a tutt'oggi è presente un nutrito settore giovanile con rappresentanza in tutte le categorie dai primi calci agli Allievi. Nel settore Dilettanti la prima squadra attualmente gioca in 2ª categoria, mentre la squadra juniores, dopo aver vinto il campionato provinciale nella stagione 2021/2022, si sta cimentando nel campionato regionale veneto.